# جی‌اس‌پی ژوپیتر
جی‌اس‌پی ژوپیتر (به انگلیسی: GSP Jupiter) یک کشتی است که طول آن ۵۲٫۴ متر (۱۷۲ فوت) و ارتفاع آن ۱۲۰ متر (۳۹۰ فوت) می‌باشد. این کشتی در سال ۱۹۸۷ ساخته شد.